# Гневните хълмове
„Гневните хълмове“ (на английски: The Angry Hills) е британски военен филм от 1959 година на режисьора Робърт Олдрич с участието на Робърт Мичъм, създаден по мотиви от едноименния роман на Леон Юрис.

## Сюжет
Април, 1941 година. Малко преди нахлуването на фашистките войски в Гърция, в Атина пристига американския военен кореспондент Майк Морисън (Робърт Мичъм). Той се сдобива със списък с имената на лидерите на гръцкото съпротивително движение. Целта е срещу възнаграждение Майк да го предаде на британското контраразузнаване. Първоначално Майк се възпротивява, но променя мнението си когато човека, дал му списъка загива. За главата на въвлечения в политическата интрига журналист тръгва местното управление на Гестапо.

## В ролите
| Актьор             | Роля                     |
| ------------------ | ------------------------ |
| Робърт Мичъм       | Майк Морисън             |
| Стенли Бейкър      | Конрад Хейслер           |
| Елизабет Мюлер     | Лиза Кириякидис          |
| Джия Скала         | Елефтерия                |
| Тиодор Байкъл      | Димитриос Тасос          |
| Себастиан Кабът    | Чесни                    |
| Питър Илинг        | Леонидис                 |
| Лесли Филипс       | Рей Тейлър               |
| Доналд Улфит       | доктор Стърджиън         |
| Мариъс Горинг      | полковник Елрик Оберг    |
| Джослин Лейн       | Мария Тасос              |
| Киърън Муур        | Андреас                  |
| Джордж Пастел      | Папа Панос               |
| Патрик Джордан     | Блуей                    |
| Марита Константину | Клеопатра                |
| Стенли Ван Беерс   | собственика на таверната |
| Алек Манго         | Филибос                  |

## Продукция
Снимките на филма протичат от юни до декември 1958 година. Премиерата му е на 29 юли 1959. Той се оказва провал, защото при бюджет от $ 1 190 000 донася приходи от само $ 1 285 000.